# 2010년 할레 열차 충돌사고
2010년 할레 열차 충돌사고는 2010년 2월 15일 벨기에 할레 시의 바위징언에서 일어난 두 열차간의 충돌 사고이다. 열차 충돌은 아침 출근 시간대에 눈길 속에서 일어났다. 다른 방향 선로를 달리던 또 다른 열차의 기관사는 사고를 전부 지켜보았고 제 시간에 비상 제동을 걸었을 수 있다고 하였다.

## 사고
사고가 난 열차 중 한 열차는 퀴브레이에서 리에주로 가고 있었고, 다른 편성은 뢰번에서 브레인-르-콤트로 가고 있었다. 퀴브레이에서 리에주로 가는 열차는 신호를 지키고 있었고, 뢰번에서 출발한 열차는 정지 신호를 무시하고 통과하였다. 충돌 결과 열차 전두부가 들어올려졌다.
최소 20명이 사망하였고, 보도 자료에 따라서 최대 28명까지 사망하였다고 보고 있다. 아직까지 사고 현장 정리가 끝나지 않아서 사망자 수는 계속 증가할 수도 있다. 사망자 및 부상자들은 근처 병원으로 이송되었다.

## 피해
브뤼셀 남역으로 진입하는 96호선의 전차선이 불통되었고, 96호선을 지나는 국내 열차 및 유로스타와 탈리스 운행이 중단되었다. 일부 탈리스 열차는 다른 노선으로 우회하였다.
국왕 알베르 2세와 총리 이브 르테름은 사고 당일 오후에 귀국하여 사고 현장을 찾았다. 왈롱 지역 총리 루디 데모트는 사고 희생자들에게 조의를 표명했다. 플랑드르 지역 총리 크리스 피터스도 샌프란시스코에서 조의를 표했다. 국민 서비스 및 공기업부 장관 잉헤 베르보트 역시 사고 현장을 방문하였다.